# Cyclosa rhombocephala
Cyclosa rhombocephala là một loài nhện trong họ Araneidae.
Loài này thuộc chi Cyclosa. Cyclosa rhombocephala được Tord Tamerlan Teodor Thorell miêu tả năm 1881.